# Liste der Einträge im National Register of Historic Places im Grant County (South Dakota)

Lage des Grant County in South Dakota

Die Liste der Einträge im National Register of Historic Places im Grant County in South Dakota führt alle Bauwerke und historischen Stätten im Grant County auf, die in das National Register of Historic Places aufgenommen wurden.

## Legende
| NRHP | Historic Place    |
| HD   | Historic District |

## Aktuelle Einträge
| [ 2 ] | Name                                   | Bild                                   | Eintragsdatum        | Lage                                                    | Ort                         | Beschreibung                                                                     |
| ----- | -------------------------------------- | -------------------------------------- | -------------------- | ------------------------------------------------------- | --------------------------- | -------------------------------------------------------------------------------- |
| 1     | Big Stone City Hall                    | Big Stone City Hall                    | 2004 ID-Nr. 04000764 | 469 Main Street 45° 17′ 37″ N, 96° 27′ 48″ W            | Big Stone City              |                                                                                  |
| 2     | Brown Earth Presbyterian Church        | Brown Earth Presbyterian Church        | 1984 ID-Nr. 84003288 | Northeast of Stockholm 45° 7′ 20″ N, 96° 46′ 19″ W      | Stockholm                   | 1877 errichtete presbyterianische Kirche                                         |
| 3     | First Congregational Church of Milbank | First Congregational Church of Milbank | 1978 ID-Nr. 78002553 | East 3rd Avenue 45° 13′ 31″ N, 96° 37′ 39″ W            | Milbank                     | 1883 errichtetes Kirchengebäude der United Church of Christ                      |
| 4     | First National Bank of Milbank         | First National Bank of Milbank         | 1978 ID-Nr. 78002554 | 225 South Main Street 45° 13′ 13″ N, 96° 38′ 10″ W      | Milbank                     |                                                                                  |
| 5     | First State Bank Building              | First State Bank Building              | 1987 ID-Nr. 87000221 | Main Street 45° 0′ 51″ N, 96° 34′ 16″ W                 | Revillo                     | 1905 im neuromanischen Stil errichtetes Bankgebäude                              |
| 6     | Herman Friewald Barn                   | Herman Friewald Barn                   | 2008 ID-Nr. 08000045 | 48603 148th Street 45° 14′ 27″ N, 96° 28′ 23″ W         | Big Stone City              |                                                                                  |
| 7     | James A. and Ida Bell Gold House       | James A. and Ida Bell Gold House       | 2008 ID-Nr. 08000046 | 202 2nd Avenue 45° 17′ 51″ N, 96° 27′ 52″ W             | Big Stone City              |                                                                                  |
| 8     | Grant County Courthouse                | Grant County Courthouse                | 1993 ID-Nr. 92001858 | Park Avenue Ecke Main Street 45° 13′ 3″ N, 96° 38′ 8″ W | Milbank                     |                                                                                  |
| 9     | Hollands Grist Mill                    | Hollands Grist Mill                    | 1981 ID-Nr. 81000573 | US 12 45° 13′ 21″ N, 96° 37′ 7″ W                       | Milbank                     |                                                                                  |
| 10    | Emil and Hannah Johnson House          | Emil and Hannah Johnson House          | 2008 ID-Nr. 08000047 | 117 Diggs Avenue 45° 13′ 39″ N, 96° 38′ 20″ W           | Milbank                     | 1915 errichtetes Justiz- und Verwaltungsgebäude des Grant County                 |
| 11    | George and Mary Koch Farm              | George and Mary Koch Farm              | 2008 ID-Nr. 08000048 | 14849 474th Avenue 45° 10′ 30,9″ N, 96° 45′ 2,5″ W      | nordöstlich von Twin Brooks |                                                                                  |
| 12    | Lebanon Lutheran Church                | Lebanon Lutheran Church                | 1977 ID-Nr. 77001244 | 146th Street 45° 15′ 58″ N, 97° 9′ 37″ W                | südwestlich von Summit      | 1908 im neugotischen Stil errichtete lutherische Kirche                          |
| 13    | Milbank Carnegie Library               | Milbank Carnegie Library               | 1978 ID-Nr. 78002555 | South 3rd Avenue 45° 13′ 31″ N, 96° 38′ 17″ W           | Milbank                     |                                                                                  |
| 14    | Ole Nelson Barn                        | Ole Nelson Barn                        | 2008 ID-Nr. 08000049 | 14674 454th Avenue 45° 15′ 37″ N, 97° 7′ 20″ W          | südlich von Summit          |                                                                                  |
| 15    | Swedish Lutheran Church of Strandburg  | Swedish Lutheran Church of Strandburg  | 1978 ID-Nr. 78002556 | Main Street 45° 2′ 24″ N, 96° 46′ 29″ W                 | Strandburg                  | 1904 im neugotischen Stil errichtete lutherische Kirche schwedischer Einwanderer |